# Xanthodynerus tripunctata
Xanthodynerus tripunctata är en stekelart som beskrevs av Giordani Soika 1989. Xanthodynerus tripunctata ingår i släktet Xanthodynerus och familjen Eumenidae. Inga underarter finns listade i Catalogue of Life.